# Kaple Panny Marie Bolestné (Bozkov)
Kaple Panny Marie Bolestné (též Sejkorská kaple či Sejkorská kaplička) je drobnou sakrální stavbou u Bozkova. Stojí dva kilometry jižně od vesnice u křižovatky silnice II/288 a odbočky ke Spálovu zvané Na Cimbále.

## Historie
Podle starých listin se kaple nachází v místech, které nesly název Na sejkoří (sejk znamená cíp). Sejkorská kaplička neboli kaplička Panny Marie Bolestné byla postavena v roce 1693. V minulosti bývala oblíbeným malým poutním místem.

## Architektura

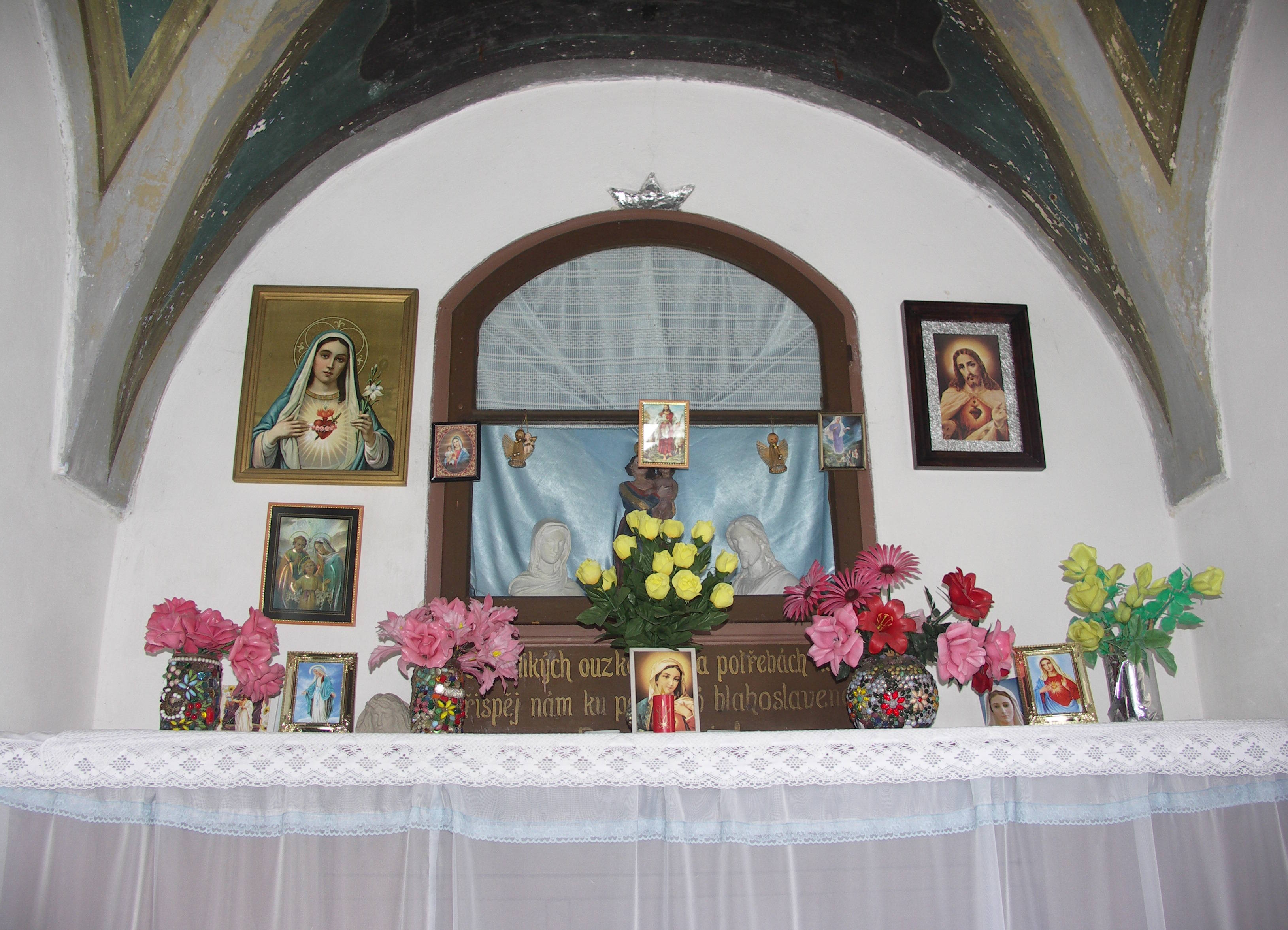
Oltář v Sejkorské kapličce

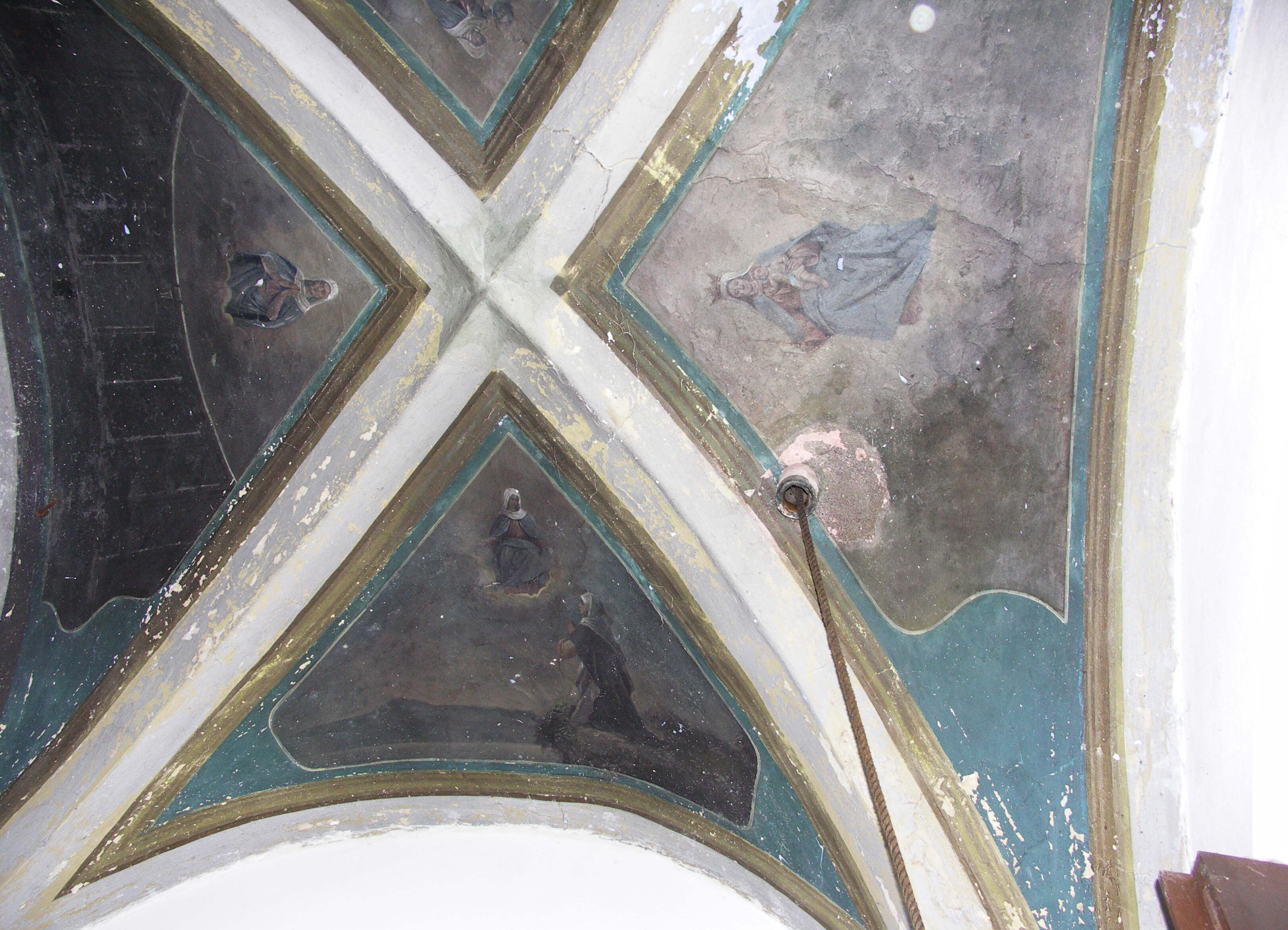
Klenba v Sejkorské kapličce

I když nemá mnoho barokních prvků, je popisována jako barokní výklenková kaple. Uvnitř je skromný oltář a dřevěná lidová socha Piety. Půdorys kapličky je čtvercový s rozměry přibližně 3 × 3 metry. Stanová střecha, přecházející do zvonice, je pokrytá šindelem. Zdivo kapličky je po celém obvodu ukončené římsou. Na nejvyšším místě zvonice je připevněn kovový kříž. Po roce 2008 prošla, díky dotacím obce Bozkov a Libereckého kraje, rozsáhlou rekonstrukcí. Byla vyměněna vazba a střešní plášť byl pokryt štípanou břidlicí. V závěru prací byla opravena a natřena venkovní omítka.

## Okolí
Nedaleko kapličky se nachází Masarykova vyhlídka. Název místa je spojen s prezidentem T. G. Masarykem, který se z těchto míst v roce 1906 ještě jako profesor, podruhé v roce 1922 už jako první prezident Československa, rozhlížel po krajině při své návštěvě Semilska.